# 保加利亚国旗
保加利亚国旗由三条同样大的水平横向区域组成，上部为白色，中部为绿色，下部为红色。这些颜色代表自由与和平（白色）、森林与农业（绿色）和为自由战斗所洒的鲜血（红色）。
今天保加利亚的国旗是1879年4月16日开始使用的，一直使用到1947年。1946年保加利亚人民共和国成立后曾短暂沿用保加利亚王国时期的纯色三色旗，1947年在旗左上角添增了国徽，1990年11月27日恢复到现状。

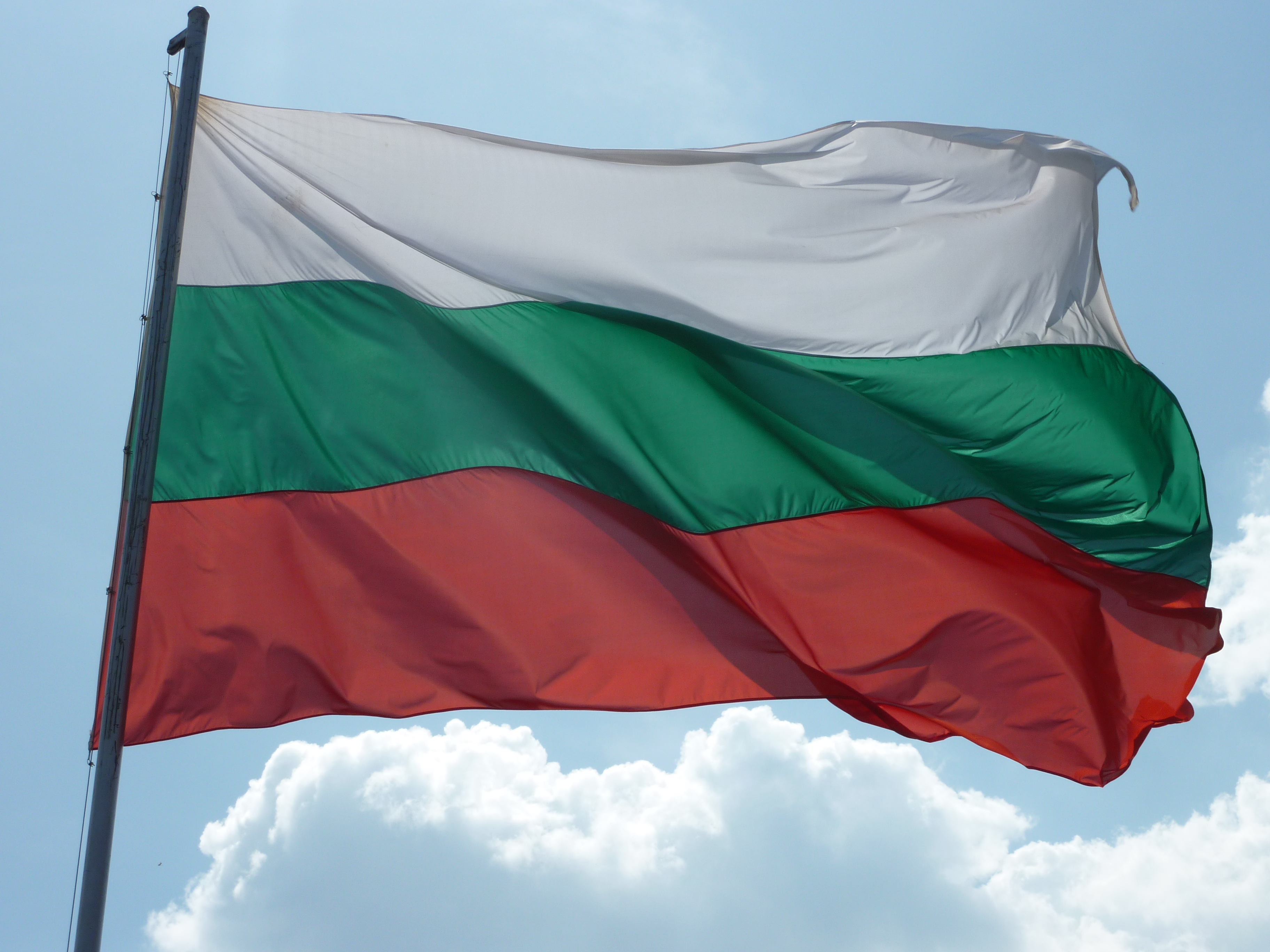
飘扬的保加利亚国旗

## 设计
- 1998年4月24日的《保加利亚国旗国徽法》对国旗标准进行了说明。

| 顏色標準     | 白          | 綠        | 紅        |
| ------------ | ----------- | --------- | --------- |
| Pantone      |             | 3405      | 485       |
| 網頁顏色標準 | #FFFFFF     | #00966E   | #D62612   |
| RGB          | 255-255-255 | 0-150-110 | 214-38-18 |

## 其他現行旗帜

豎版政府旗
豎版保加利亞共和國國旗
軍艦旗
保加利亚国家海巡隊隊旗
軍艦用國籍旗
保加利亚总统旗
保加利亚祖国阵线旗
目前的保加利亚軍旗，类似于19世纪80年代至20世纪40年代中期的保加利亚軍旗。保加利亚的座右铭意思是“上帝与我们同在”。

## 歷史的旗幟

### 國旗
| 國旗 | 國家               | 使用           |
| ---- | ------------------ | -------------- |
|      | 保加利亞王國       | 1878年－1946年 |
|      | 保加利亚人民共和国 | 1946年－1947年 |
|      | 保加利亞人民共和國 | 1947年－1948年 |
|      | 保加利亞人民共和國 | 1948年－1967年 |
|      | 保加利亞人民共和國 | 1967年－1971年 |
|      | 保加利亞人民共和國 | 1971年－1990年 |
|      | 保加利亞共和國     | 1990年-        |

### 軍艦旗

1878年－1944年
1949年－1955年
1955年-1990年
保加利亚人民军军旗，保加利亚人民军战争旗帜从共产主义时代。保加利亚语中的座右铭是"为了我们的社会主义祖国"。 1971年-1990年
保加利亚沙皇用旗，1946年以前使用